# Ungdomsspråk
Ungdomsspråk innebär det samtalsspråk som ungdomar i tonåren använder. Man menar till exempel att en nittonårig har betydligt större ordförråd och behärskar ett mer vuxet språk än en trettonåring.     

## Vuxnas klagomål
En vanlig uppfattning hos framförallt vuxna människor är att ungdomsspråket skiljer sig markant från de vuxnas språk, huvudsakligen i struktur och ordförråd. Sant är att det finns särskilda ord och uttryck som ungdomsgrupper använder, men inte att språket skulle vara ett annat än det som vuxna använder. Det är inte möjligt att urskilja en enda språklig variant som är karakteristisk för alla ungdomar. Den egentliga orsaken till klagomålen på ungdomars språk är enligt Ulla-Britt Kotsinas, docent i nordiska språk, att vuxna vid generationsskiften har svårt att upptäcka det nya och kreativa. Kotsinas menar även att språk som människor med hög social status använder värderas högt och att språk som används av människor med låg social status, till exempel ungdomar, anses vara felaktigt.

## Generella drag
De generella dragen som förekommer inom ungdomsspråket är
- Särskilda hälsnings- och tilltalsfraser - Dessa har en speciell karaktär och kan vara till exempel Tjena bror!, "Tjeeenare Mannen", "Tjabba" eller "Tjockt" . Ibland lånas hälsningsfraser från andra språk som exempelvis Yeah man och "Schysst Cordo Van".
- Särskilda ord när personer omnämns - Bruket av öknamn till lärare hör till detta sammanhang. Andra ord som också hör hit är brudar (flickor), spaggar (invandrare). Ordet spagge torde vara en förkortning av det under slutet av 1950- och i början av 1960-talet vanliga ordet spagettilirare, dvs, en beteckning på individer från Italien som då var en stor grupp av arbetskraftsinvandrare i Sverige. Detta följdes senare av jugoslaver som också var en stor grupp av arbetskraftsinvandrare och enligt samma språkliga princip således blev kallade juggar.
- Stereotypa förändringar och metaforiska formuleringar.
- Onomatopoetiska ord - Ljudhärmande ord kan ha olika funktioner och kan ersätta i vuxenspråket förekommande ord som till exempel Maten smakar Bläää!! Den här typen av ord används oftast av pojkar och flickor i årskurs 5-6. De används i samtal som väcker engagemang, bland annat filmer. Onomatopoetiska ord är ibland förstärkningsord och kan jämföras med de svordomar som används i vuxnas språk.
- Nybildningar (neologismer) av ord och främmande ord, samt användning av ord i nya innebörder - Ofta förekommer nybildningar som till exempel körd i huvudet (dum) i ungdomsspråket. Detta gäller också partikeln ba (bara) som av ungdomar i Mellansverige används för att poängtera något.
- Förstärkande förstavelser används ofta i ungdomsspråket, några exempel är svinsexigt, asgulligt och supergosig. Ungdomar är mycket kreativa i sin ordbildning och deras tendens till att skapa nya ord är stor. Media och reklam har stor påverkan på ungdomars ordtilläggande, till exempel ord som har att göra med mode eller sportstilar. Detta har en direkt påverkan på inslaget av främmande ord.
- Hyperboler som vi hade jättekul och hon var helt skitfull, samt modaluttryck som verkligen, visst, liksom används som kompensation för social osäkerhet eller för att ge en närmre förklaring av meningen som ordet läggs till i och används mer än i vuxenspråket.[1]

## Ungdomars samtal
Ungdomars samtalsämnen skiljer sig något från vuxnas vad gäller innehållsliga drag. Ungdomar uttrycker åsikter, värderingar och känslor i högre grad än beskrivningar och argument. Dessutom förs nya samtalsämnen in innan det föregående är avslutat.
När ungdomar för informella samtal använder de sig ofta av konkreta exempel från sin egen erfarenhet för att klarlägga vad de har att säga, och detta är något som även vuxna använder sig av.